# Classe 3
Classe 3 est le nom de la classe de char à voile apparue dans les années 1960.

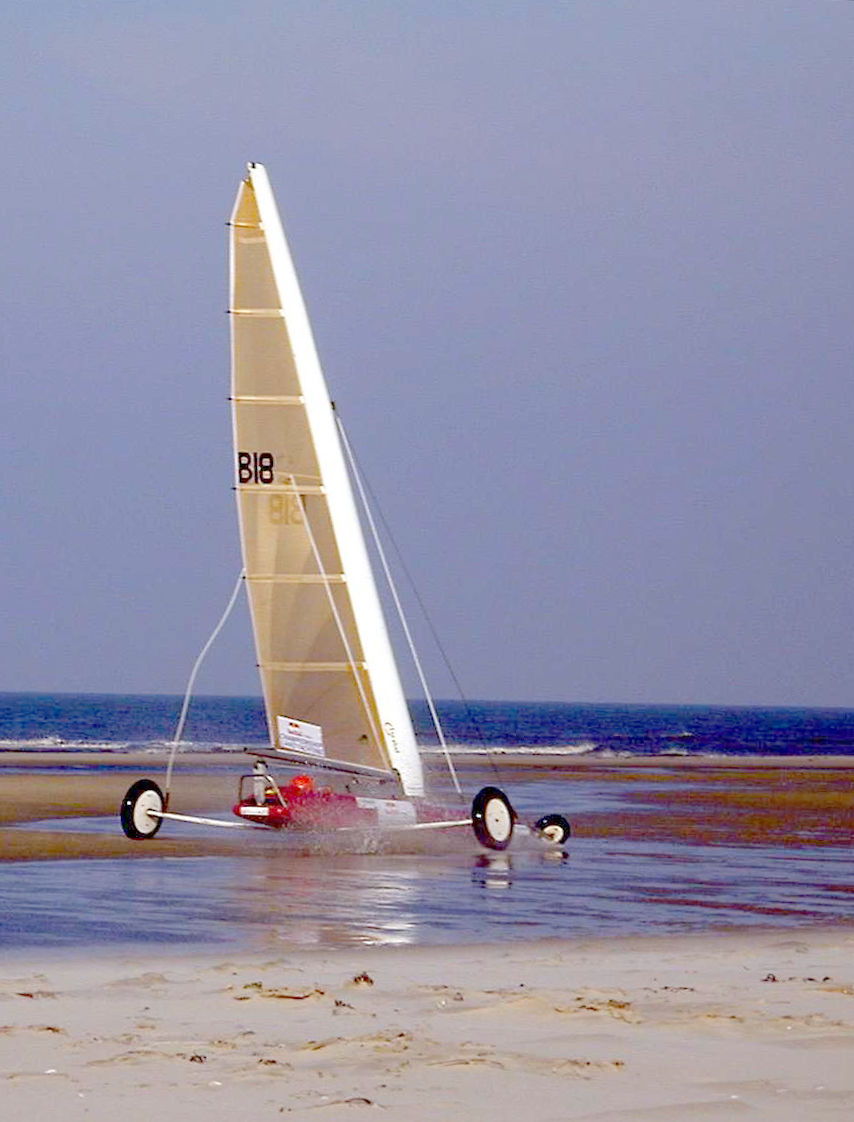
Le classe 3

## Spécifications du char à voile
L'international sailing and racing rules (ISRR) définit les spécifications ci-dessous.
- La largeur du char à voile, entièrement équipé avec un pilote dans le cockpit, ne doit pas être supérieur à 3,50 m

- La longueur de la partie portante de la carrosserie doit comprise entre 4,02 m et 4,06 m.

- La distance entre l’essieu de la roue avant et l’essieu des roues arrière ne doit pas dépasser 3,8 m.

- Le poids minimum est de 100 kg.

- Le pilote ajuste la surface de propulsion totale en fonction de son propre choix de longueur de mât et de surface de voile jusqu’à une surface de propulsion totale maximale, c'est-à-dire : voile + mât + bôme, qui ne peut pas dépasser 7,35 m2.

- La longueur du mât maximum est 6,10 m. Une bande orange fluorescente, de 40 mm de largeur et d’au moins 2 m de longueur, est collée sur le bord d’attaque du mât[1].

## Caractéristiques techniques
- Vitesse : environ 120 km/h
- Surface propulsive : 7,35 m2
- Empattement avant-arrière : 3,8 m

.Largeur max 3.5 m
- Poids minimum 100 kg - mini
- Hauteur de mât : 6,10 m - maxi
- Largeur de mat maxi : 0,30 m - maxi

Une variante d'intégration a été créée : la Formule A.

## Autres classes de char à voile
- Classe Standart
- Classe 2
- Classe 5
- Classe 7
- Mini Yacht
- Classe 8